# Styrax obtusifolius
Styrax obtusifolius är en storaxväxtart som beskrevs av August Heinrich Rudolf Grisebach. Styrax obtusifolius ingår i släktet Styrax och familjen storaxväxter. Inga underarter finns listade i Catalogue of Life.